# Canthon forcipatus
Canthon forcipatus là một loài bọ cánh cứng trong họ Bọ hung (Scarabaeidae).